# Diederik Boer
Diederik Boer (Emmeloord, 24 de setembro de 1980) é um futebolista neerlandês que atua como goleiro. Atualmente, joga no Zwolle.

## Estatísticas
Atualizado até 26 de outubro de 2016

### Clubes
| Equipe            | Temporada         | Campeonato nacional | Campeonato nacional | Copa nacional | Copa nacional | Competições continentais | Competições continentais | Outros torneios | Outros torneios | Total | Total |
| Equipe            | Temporada         | Jogos               | Gols                | Jogos         | Gols          | Jogos                    | Gols                     | Jogos           | Gols            | Jogos | Gols  |
| ----------------- | ----------------- | ------------------- | ------------------- | ------------- | ------------- | ------------------------ | ------------------------ | --------------- | --------------- | ----- | ----- |
| Zwolle            | 2002–03           | 1                   | 0                   | –             | –             | –                        | –                        | –               | –               | 1     | 0     |
| Zwolle            | 2003–04           | 2                   | 0                   | –             | –             | –                        | –                        | –               | –               | 2     | 0     |
| Zwolle            | 2005–06           | 38                  | 0                   | –             | –             | –                        | –                        | –               | –               | 38    | 0     |
| Zwolle            | 2006–07           | 38                  | 0                   | –             | –             | –                        | –                        | –               | –               | 38    | 0     |
| Zwolle            | 2007–08           | 38                  | 0                   | –             | –             | –                        | –                        | –               | –               | 38    | 0     |
| Zwolle            | 2008–09           | 34                  | 0                   | 3             | 0             | –                        | –                        | –               | –               | 37    | 0     |
| Zwolle            | 2009–10           | 36                  | 0                   | 3             | 0             | –                        | –                        | –               | –               | 39    | 0     |
| Zwolle            | 2010–11           | 32                  | 0                   | 5             | 0             | –                        | –                        | –               | –               | 37    | 0     |
| Zwolle            | 2011–12           | 27                  | 0                   | 2             | 0             | –                        | –                        | –               | –               | 29    | 0     |
| Zwolle            | 2012–13           | 26                  | 0                   | 4             | 0             | –                        | –                        | –               | –               | 30    | 0     |
| Zwolle            | 2013–14           | 21                  | 0                   | 4             | 0             | –                        | –                        | –               | –               | 25    | 0     |
| Zwolle            | 2014–15           | 4                   | 0                   | –             | –             | 2                        | 0                        | 1               | 0               | 7     | 0     |
| Zwolle            | Total             | 297                 | 0                   | 21            | 0             | 2                        | 0                        | 1               | 0               | 321   | 0     |
| Ajax              | 2014–15           | 1                   | 0                   | 3             | 0             | –                        | –                        | –               | –               | 4     | 0     |
| Ajax              | 2015–16           | 1                   | 0                   | 2             | 0             | –                        | –                        | –               | –               | 3     | 0     |
| Ajax              | 2016–17           | 0                   | 0                   | 2             | 0             | –                        | –                        | –               | –               | 2     | 0     |
| Ajax              | Total             | 2                   | 0                   | 7             | 0             | –                        | –                        | –               | –               | 9     | 0     |
| Ajax II           | 2014–15           | 3                   | 0                   | –             | –             | –                        | –                        | –               | –               | 3     | 0     |
| Ajax II           | 2015–16           | 2                   | 0                   | –             | –             | –                        | –                        | –               | –               | 2     | 0     |
| Ajax II           | 2016–17           | 2                   | 0                   | –             | –             | –                        | –                        | –               | –               | 2     | 0     |
| Ajax II           | Total             | 7                   | 0                   | –             | –             | –                        | –                        | –               | –               | 7     | 0     |
| Total na carreira | Total na carreira | 306                 | 0                   | 28            | 0             | 2                        | 0                        | 1               | 0               | 335   | 0     |

## Títulos
Zwolle
- Copa dos Países Baixos: 2013–14
- Eerste Divisie: 2001–02, 2011–12
- Supercopa dos Países Baixos: 2014